# كيرا ناجي
كيرا ناجي (بالمجرية: Nagy Kira)‏ مواليد 29 ديسمبر 1977 في بودابست، هي لاعبة كرة مضرب مجرية سابقة بدأت مسيرتها كمحترفة سنة 1994 وكانت تلعب باليد اليمنى، اعتزلت اللعب في 2014. أعلى تصنيف لها في الفردي كان المركز الـ 122 في سنة 2006. أعلى تصنيف لها في الزوجي كان المركز الـ 96 في سنة 2004. سبق أن شاركت في دورة الألعاب الأولمبية الصيفية.

## روابط خارجية
- كيرا ناجي على موقع رابطة محترفات التنس (الإنجليزية)
- كيرا ناجي على موقع الاتحاد الدولي لكرة المضرب (الإنجليزية)
- كيرا ناجي على موقع كأس بيلي جين كينغ (الإنجليزية)
- كيرا ناجي على موقع خلاصة التنس.كوم (الإنجليزية)
- كيرا ناجي على موقع أوليمبيديا (الإنجليزية)